# Ishania latefossulata
Ishania latefossulata är en spindelart som beskrevs av Rudy Jocqué och Léon Baert 2002. Ishania latefossulata ingår i släktet Ishania och familjen Zodariidae. Inga underarter finns listade i Catalogue of Life.